# Махиня, Дмитрий Александрович
Дмитрий Александрович Махиня (род. 3 сентября 1982, Северо-Казахстанская область, Казахская ССР, СССР) — российский политический деятель, мэр Томска с 18 сентября 2023 года. Вице-мэр Омска (2019—2023).

## Биография
Дмитрий Махиня родился 3 сентября 1982 года в Северо-Казахстанской области Казахской ССР. В 2005 году окончил юридический факультет Омского государственного университета, позже учился в аспирантуре. Некоторое время работал специалистом отдела материально-технического обеспечения управления ФССП по Омской области, потом был помощником прокурора Знаменского района (2005—2006), занимал ряд должностей в министерстве имущественных отношений Омской области (2006—2019), в 2012 году сдал квалификационный экзамен на должность мирового судьи. Параллельно с госслужбой преподавал в Омской юридической академии, на кафедре гражданского права (2015—2017). В 2019 году стал директором департамента имущественных отношений мэрии Омска и заместителем мэра.
Летом 2023 года Махиня выдвинул свою кандидатуру в мэры Томска. Он получил поддержку губернатора Томской области Владимира Мазура и с самого начала считался основным кандидатом. 5 сентября 2023 года городская Дума выбрала Махиню мэром. Инаугурация состоялась 18 сентября.
С июля 2024 года — секретарь томского городского отделения партии «Единая Россия».